# Leandro Barrera
Leandro Barrera (* 22. Februar 1991 in Godoy Cruz) ist ein argentinischer Fußballspieler, der meist als Stürmer eingesetzt wird.

## Karriere
Barrera begann seine Karriere in den Jugendmannschaften des argentinischen Erstligisten Argentinos Juniors. Sein damaliger Trainer Pedro Troglio verhalf ihm 2010 zu seinem ersten Profieinsatz in der Primera División gegen Club Atlético Huracán, als er für Andrés Romero eingewechselt wurde. Für die Argentinos Juniors bestritt er insgesamt 42 Ligaspiele und erzielte dabei drei Tore.
Im Jahr 2014 wurde er an das ehemalige MLS-Franchise CD Chivas USA ausgeliehen. Dort absolvierte er 32 Ligaspiele und erzielte ein Tor.
Da CD Chivas USA zum Ende der Saison 2014 den Spielbetrieb einstellte, nahm Barrera am MLS Dispersal Draft 2014 teil, wurde aber von keinem anderen Verein gedraftet. Im Dezember 2014 wurde er im MLS Waiver Draft 2014 von den San José Earthquakes gewählt und auch unter Vertrag genommen. Am 5. April absolvierte er sein erstes Spiel für die Earthquakes bei der 1:0-Niederlage gegen Real Salt Lake.